# Mario Benedetti
Mario Benedetti (14 septembrie 1920 - 17 mai 2009) a fost un eseist, jurnalist, nuvelist, romancier și poet uruguayan.

## Opera

### Poezie
- La víspera indeleble (1945) (prima carte publicată)
- Poemas de oficina (1956)
- La casa y el ladrillo (1977)
- El amor, las mujeres y la vida. Poemas de amor. (1996)
- La vida ese parentesis (1997)
- Rincón de Haikus (1999)
- Insomnios y Duermevelas (2002) (ISBN 84-7522-959-X)
- Defensa propia (2004) (ISBN 950-731-438-5)
- Little Stones At My Window
- Poemas de otros
- Noción de Patria

### Nuvele
- Montevideanos (1960)
- Aquí se respira bien
- Los pocillos
- Acaso irreparable
- Escrito en Überlingen
- El reino de los cielos
- Miss Amnesia
- Una carta de amor

### Eseuri
- El país de la cola de paja (1960)
- "La Coleccion"

### Romane
- La tregua (1960)
- Gracias por el fuego (1965)
- El cumpleaños de Juan Angel (1971)
- Quién de Nosotros (1976)
- Primavera con una esquina rota (1982)
- Vientos del exilio (1982)
- Geografías (1984)
- Las soledades de Babel (1991)
- La borra del café (1993)
- Andamios (1996)
- El porvenir de mi pasado (2003)

### Teatru
- Pedro y el capitán (1979)
- Ida y Vuelta (1958)